# Хучжэн
Хучжэн (кит. упр. 呼徵, пиньинь huzheng) — шаньюй хунну с 178 года по 179 год.

## Правление
В 179 пристав Чжан Сю поссорился с шаньюем и казнил его. За самовольную казнь, Чжан Сю был привезён в Китай и казнён.